# Spanyol anyanyelvű lakosság listája országok szerint

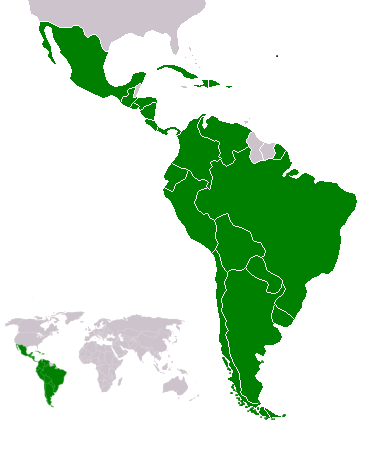
Latin-Amerika

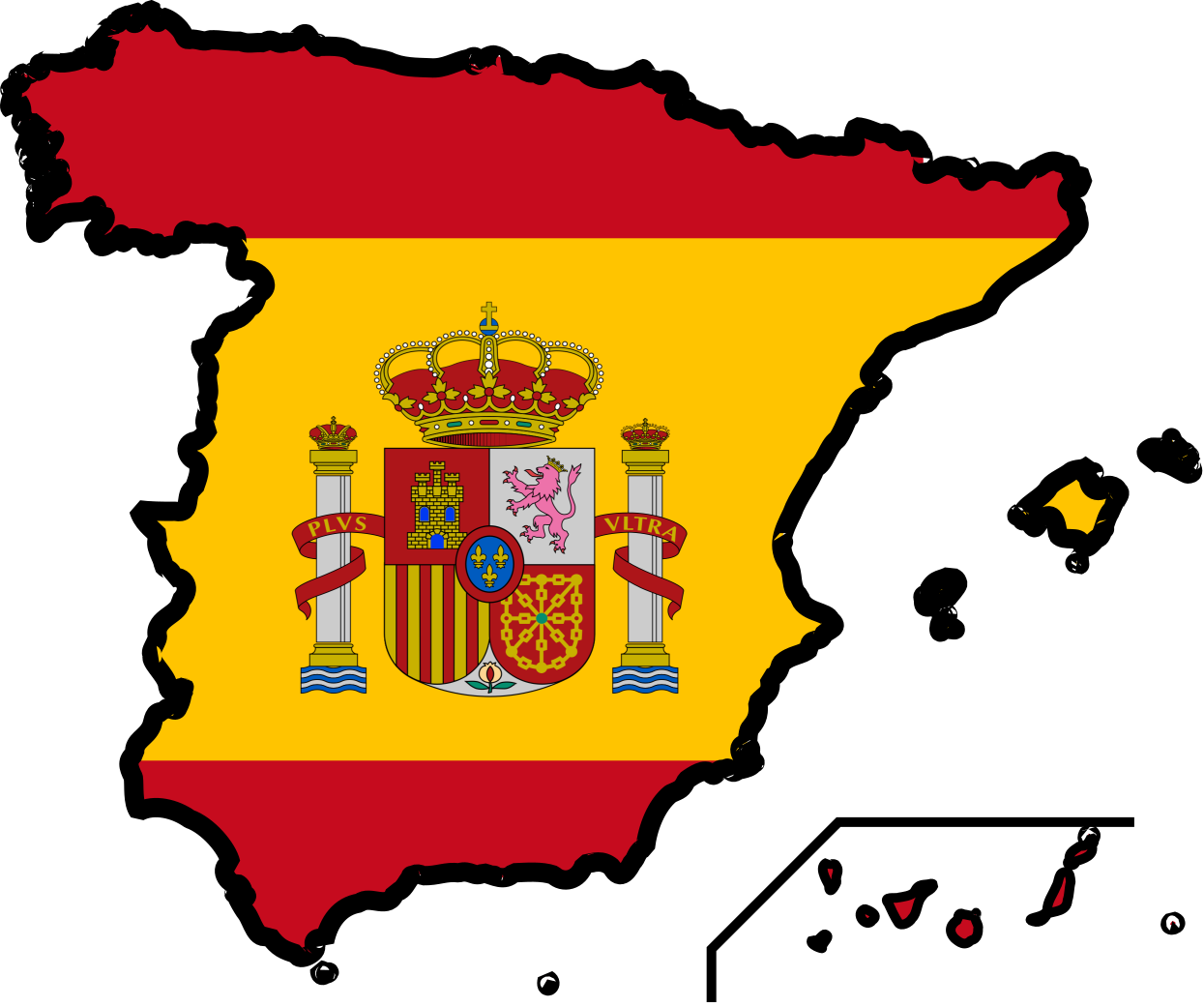
Spanyolország sziluettje a nemzeti zászlóból kivágva

Ez az oldal a jelentősebb spanyol anyanyelvű lakossággal rendelkező országokat listázza a beszélők száma szerint rangsorolva. A számok becsült adatok az Ethnologue alapján.
|     | Ország                | Beszélők száma (becsült) | A spanyol nyelv státusa                                                                   |
| --- | --------------------- | ------------------------ | ----------------------------------------------------------------------------------------- |
| 1.  | Mexikó                | 106 255 000              | hivatalos nyelv                                                                           |
| 2.  | Kolumbia              | 45 600 000               | hivatalos nyelv                                                                           |
| 3.  | Spanyolország         | 44 400 000               | hivatalos nyelv (regionálisan a katalánnal, galíciaival és a baszkkal)                    |
| 4.  | Argentína             | 41 248 000               | hivatalos nyelv                                                                           |
| 5.  | Egyesült Államok      | 41 000                   | a spanyol ajkú államokban regionálisan használt nyelv; hivatalos nyelv Új-Mexikó államban |
| 6.  | Peru                  | 26 152 265               | hivatalos nyelv (regionálisan a kecsuával és az ajmarával)                                |
| 7.  | Venezuela             | 26 021 000               | hivatalos nyelv                                                                           |
| 8.  | Brazília              | 19 700 000               | jelentős spanyol nyelvű kisebbség                                                         |
| 9.  | Chile                 | 15 795 000               | hivatalos nyelv                                                                           |
| 10. | Kuba                  | 11 285 000               | hivatalos nyelv                                                                           |
| 11. | Ecuador               | 10 946 000               | hivatalos nyelv                                                                           |
| 12. | Dominikai Köztársaság | 8 850 000                | hivatalos nyelv                                                                           |
| 13. | Guatemala             | 8 163 000                | hivatalos nyelv                                                                           |
| 14. | Honduras              | 7 267 000                | hivatalos nyelv                                                                           |
| 15. | Bolívia               | 7 010 000                | hivatalos nyelv (a kecsuával és az ajmarával együtt)                                      |
| 16. | Salvador              | 6 859 000                | hivatalos nyelv                                                                           |
| 17. | Nicaragua             | 5 503 000                | hivatalos nyelv                                                                           |
| 18. | Paraguay              | 4 737 000                | hivatalos nyelv (a guaranival együtt)                                                     |
| 19. | Costa Rica            | 4 220 000                | hivatalos nyelv                                                                           |
| 20. | Puerto Rico           | 4 017 000                | hivatalos nyelv (az angollal együtt)                                                      |
| 21. | Uruguay               | 3 442 000                | hivatalos nyelv                                                                           |
| 22. | Panama                | 3 108 000                | hivatalos nyelv                                                                           |
| 23. | Franciaország         | 2 100 000                | kisebbségi nyelv                                                                          |
| 24. | Portugália            | 1 750 000                | kisebbségi nyelv                                                                          |
| 25. | Belize                | 200 000                  | széles körben használatos nem hivatalos nyelv                                             |
| 26. | Andorra               | 70 549                   | széles körben használatos nem hivatalos nyelv                                             |
| 27. | Gibraltár             | 30 000                   | széles körben használatos nem hivatalos nyelv                                             |
| 28. | Egyenlítői-Guinea     | 11 500                   | hivatalos nyelv (a franciával és a portugállal együtt)                                    |
|     | Összesen              | ~400–480 millió          |                                                                                           |

## Volt gyarmatok
Volt spanyol gyarmatok, ahol ma a spanyol nem hivatalos nyelv:
|     | Ország                  | A spanyol nyelv státusa      |
| --- | ----------------------- | ---------------------------- |
| 1.  | Fülöp-szigetek          | kevesen beszélik             |
| 2.  | Nyugat-Szahara          | kevesen beszélik             |
| 3.  | Marokkó részei          | kevesen beszélik             |
| 4.  | Haiti                   | kevesen beszélik             |
| 5.  | Jamaica                 | legelterjedtebb idegen nyelv |
| 6.  | Falkland-szigetek       | legelterjedtebb idegen nyelv |
| 7.  | Guam                    | nem beszélt                  |
| 8.  | Palau                   | nem beszélt                  |
| 9.  | Északi-Mariana-szigetek | nem beszélt                  |
| 10. | Mikronézia              | nem beszélt                  |
| 11. | Tajvan                  | nem beszélt                  |
| 12. | Tunézia részei          | nem beszélt                  |
| 13. | Algéria részei          | nem beszélt                  |
| 14. | Marshall-szigetek       | nem beszélt                  |